# John Spencer, III conte Spencer
John Charles Spencer, III conte Spencer (St. James's, 30 maggio 1782 – Wiseton, 1º ottobre 1845), è stato un nobile e politico britannico conosciuto anche con il titolo di cortesia di Lord Althorp.

## Biografia

### Infanzia ed educazione
Suo padre, George Spencer, II conte Spencer aveva prestato servizio nei ministeri di William Pitt il Giovane, Charles James Fox e William Wyndham Grenville, I barone Grenville, ed era divenuto Primo Lord dell'Ammiragliato (1794 - 1801). La madre di John Charles fu la figlia di Charles Bingham, I conte di Lucan. John Charles, era nato a Spencer House, Londra, il 30 maggio 1782. Nel 1800, dopo aver frequentato la Harrow School, prese residenza al Trinity College, e per molto tempo si applicò agli studi matematici, ma è pur vero che spese gran parte del proprio tempo nella caccia e nell'equitazione.

### Carriera politica
Nel 1804 entrò nella Camera dei Comuni del Parlamento inglese come rappresentante di Okehampton nel Devon. La sua sede vacante, nel 1806, venne contestata dall'Università di Cambridge attraverso Henry Petty-Fitzmaurice, III marchese di Lansdowne e Henry John Temple, III visconte Palmerston, ma venne eletto lo stesso anno alla sede amministrativa di St Albans, nominando un proprio assessore al tesoro. All'elezione generale nel novembre 1806, venne eletto per il Northamptonshire, e continuò a ricoprire il seggio assegnatogli sino a quando succedette al padre. Per i successivi anni Lord Althorp parlò occasionalmente nei dibattiti e solitamente si schierò con i Liberali, ma dal 1813 al 1818 fu presente rare volte alla Camera dei Comuni. La sua assenza fu in particolare dovuta ai suoi notevoli contrasti con i ministri del partito dei Tory, e ancora di più per il suo matrimonio, avvenuto il 14 aprile 1814, con Esther, unica figlia Richard Acklom di Wiseton Hall, nel Northamptonshire, che morì senza eredi nel 1818.

### Capo della Camera dei Comuni
Nel 1819, al suo ritorno alla vita politica, egli insisté per stabilire una più solida economia per il paese, e riuscì a risanare alcuni piccoli debiti del paese, vendendo attuate la maggior parte delle sue riforme per il 1825. Durante gran parte del regno di Giorgio IV, i Whigs eprsero gran parte della loro influenza negli affari di stato dal momento che essi propendevano per una coesione, ma questo difetto venne presto rimediato nel 1830 quando Lord Althorp venne scelto quale loro capo nella Camera dei Comuni, e la sua capacità per questa posizione venne provata dall'esperienza acquisita in campo politico. Durante il governo di Charles Grey, II conte Grey, Althorp fu Leader della Camera dei Comuni e Cancelliere dello Scacchiere. Assieme a John Russell, I conte Russell, egli guidò la lotta al passaggio della Riforma del 1832 partecipando con oltre venti discorsi, generalmente reputati la carta vincente della sua politica.

### I Lords
Dopo lo scioglimento del 1833 del governo dei Whigs, Althorp venne promosso alla Camera dei Lords a seguito della morte del padre, nel 1834. Il nuovo Lord Spencer abbandonò le carriere d'ufficio e tornò alla vita di campagna. Impegnatosi più nell'agricoltura che nella politica, fece di questa scienza il suo principale interesse. Egli fu il primo presidente della Royal Agricultural Society (fondata nel 1838), e un grande allevatore di mucche. Spesso venne chiamato ad assistere alcuni dei suoi amici politici, venendo raramente lasciato a quella pace a cui tanto anelava.

### Morte
Egli morì senza eredi a Wiseton, il 1º ottobre 1845, e venne succeduto dal fratello Frederick.
Spencer Street a Melbourne, in Australia, ebbe questo nome in suo onore.

## Ascendenza
|                                   |                           |                              | Genitori                          |  |  | Nonni |  |  | Bisnonni     |  |  | Trisnonni                                |  |
|                                   |                           |                              |                                   |  |  |       |  |  | John Spencer |  |  | Charles Spencer, III conte di Sunderland |  |
|                                   |                           |                              |                                   |  |  |       |  |  | John Spencer |  |  | Charles Spencer, III conte di Sunderland |  |
|                                   |                           | Anne Churchill               |                                   |  |  |       |  |  | John Spencer |  |  |                                          |  |
| John Spencer, I conte Spencer     |                           |                              |                                   |  |  |       |  |  | John Spencer |  |  |                                          |  |
|                                   |                           | Georgiana Caroline Carteret  | John Carteret, II conte Granville |  |  |       |  |  |              |  |  |                                          |  |
|                                   |                           | Georgiana Caroline Carteret  | John Carteret, II conte Granville |  |  |       |  |  |              |  |  |                                          |  |
|                                   |                           | Georgiana Caroline Carteret  | Frances Worsley                   |  |  |       |  |  |              |  |  |                                          |  |
| George Spencer, II conte Spencer  |                           | Georgiana Caroline Carteret  |                                   |  |  |       |  |  |              |  |  |                                          |  |
|                                   |                           | Stephen Poyntz               | William Poyntz                    |  |  |       |  |  |              |  |  |                                          |  |
|                                   |                           | Stephen Poyntz               | William Poyntz                    |  |  |       |  |  |              |  |  |                                          |  |
|                                   |                           | Stephen Poyntz               | Jane Monteage                     |  |  |       |  |  |              |  |  |                                          |  |
| Margaret Poyntz                   |                           | Stephen Poyntz               |                                   |  |  |       |  |  |              |  |  |                                          |  |
|                                   |                           | Anna Maria Mordaunt          | Lewis Mordaunt                    |  |  |       |  |  |              |  |  |                                          |  |
|                                   |                           | Anna Maria Mordaunt          | Lewis Mordaunt                    |  |  |       |  |  |              |  |  |                                          |  |
|                                   |                           | Anna Maria Mordaunt          | Mary Collyer                      |  |  |       |  |  |              |  |  |                                          |  |
| John Spencer, III conte Spencer   |                           | Anna Maria Mordaunt          |                                   |  |  |       |  |  |              |  |  |                                          |  |
|                                   | John Bingham, V baronetto | George Bingham, IV baronetto |                                   |  |  |       |  |  |              |  |  |                                          |  |
|                                   | John Bingham, V baronetto | George Bingham, IV baronetto |                                   |  |  |       |  |  |              |  |  |                                          |  |
|                                   | John Bingham, V baronetto | Mary Scott                   |                                   |  |  |       |  |  |              |  |  |                                          |  |
| Charles Bingham, I conte di Lucan | John Bingham, V baronetto |                              |                                   |  |  |       |  |  |              |  |  |                                          |  |
|                                   |                           | Anne Vesey                   | Agmondisham Vesey                 |  |  |       |  |  |              |  |  |                                          |  |
|                                   |                           | Anne Vesey                   | Agmondisham Vesey                 |  |  |       |  |  |              |  |  |                                          |  |
|                                   |                           | Anne Vesey                   | Charlotte Sarsfield               |  |  |       |  |  |              |  |  |                                          |  |
| Lavinia Bingham                   |                           | Anne Vesey                   |                                   |  |  |       |  |  |              |  |  |                                          |  |
|                                   |                           | James Smith                  | James Smith                       |  |  |       |  |  |              |  |  |                                          |  |
|                                   |                           | James Smith                  | James Smith                       |  |  |       |  |  |              |  |  |                                          |  |
|                                   |                           | James Smith                  | Frances Smith                     |  |  |       |  |  |              |  |  |                                          |  |
| Margaret Smith                    |                           | James Smith                  |                                   |  |  |       |  |  |              |  |  |                                          |  |
|                                   |                           | Grace Dyke                   | Edward Dyke                       |  |  |       |  |  |              |  |  |                                          |  |
|                                   |                           | Grace Dyke                   | Edward Dyke                       |  |  |       |  |  |              |  |  |                                          |  |
|                                   |                           | Grace Dyke                   | Elizabeth Blackford               |  |  |       |  |  |              |  |  |                                          |  |
|                                   |                           | Grace Dyke                   |                                   |  |  |       |  |  |              |  |  |                                          |  |